# Jakkrit Bunkham
Jakkrit Bunkham (thailändisch จักรกริช บุญคำ; * 7. Dezember 1982 in Phichit) ist ein ehemaliger thailändischer Fußballspieler und jetziger -trainer.

## Karriere

### Spieler

#### Verein
Er spielte für den FC Osotspa M-150 in der Thai Premier League. Jakkrit spielt für den Verein bereits seit 2004. In dieser Zeit gewann er mit dem Klub den Queen’s Cup 2004 und den Super Cup 2007. Zudem konnte die Vizemeisterschaft 2006 errungen werden. Nach 113 Spielen für M-150 wechselte er 2010 zum Erstligisten FC Thai Port nach Bangkok. Nach einer Saison wechselt er zum Ligakonkurrenten BEC Tero Sasana FC. Mitte 2012 ging er nach Suphanburi, wo er sich dem Zweitligisten Suphanburi FC anschloss. Ende 2012 wurde er mit dem Klub Vizemeister der Thai Premier League Division 1 und stieg somit in die erste Liga auf. Der Erstligist Osotspa Samut Prakan FC nahm ihn Anfang 2014 für zwei Jahre unter Vertrag. Für Super Power absolvierte er 15 Erstligaspiele. 2016 unterschrieb er einen Vertrag beim Drittligisten Khon Kaen FC in Khon Kaen. Mit Khon Kaen wurde er Ende 2017 Meister der Thai League 3, in der Upper Region, und stieg somit in die zweite Liga auf. Nach dem Aufstieg beendete er seine aktive Laufbahn als Fußballspieler.

#### Nationalmannschaft
Für die Fußball-Asienmeisterschaft 2007 stand er im erweiterten Kader, wurde ursprünglich nicht berücksichtigt. Später wurde er jedoch nachnominiert. Im Gruppenspiel gegen Malaysia wurde er in der 88. Minute eingewechselt und bestritt somit sein erstes Länderspiel.

### Trainer
Von Januar 2018 bis Anfang März 2020 war Jakkrit Bunkham Co-Trainer bei seinem ehemaligen Verein Khon Kaen FC. Hier übernahm er am 7. März 2020 das Amt des Cheftrainers. Er löste Sirisak Yodyardthai als Trainer ab. Bei Khon Kaen stand er bis Saisonende 2020/21 unter Vertrag. Am 1. August 2021 übernahm er für fünf Spiele als Interimstrainer den Zweitligisten Raj-Pracha FC. Bei dem Bangkoker Verein stand er bis Ende September 2021 an der Seitenlinie. Am 24. November 2021 nahm ihn der Drittligist Royal Thai Army FC unter Vertrag.

## Erfolge

### Spieler

#### Verein
Osotspa M-150 FC
- Thai Premier League: 2006 (Vizemeister)
- Queen’s Cup: 2004
- Super Cup: 2007

Suphanburi FC
- Thai Premier League Division 1: 2012 (Vizemeister)  ▲

Khon Kaen FC
- Thai League 3 – Upper Region: 2017  ▲

#### Nationalmannschaft
- ASEAN-Fußballmeisterschaft: 2007 (Finalist)

## Erläuterungen/Einzelnachweise
1. ↑  thaifootball.com: Bericht über den Finalen Kader (Memento des Originals vom 29. April 2009 im Internet Archive)  Info: Der Archivlink wurde automatisch eingesetzt und noch nicht geprüft. Bitte prüfe Original- und Archivlink gemäß Anleitung und entferne dann diesen Hinweis.
2. ↑  rsssf.org: Details des Turniers
3. ↑  Vorstellung als Trainer beim Khon Kaen FC In: thaileague.co.th (thailändisch), abgerufen am 6. Juli 2020.

| Personendaten    | Personendaten                 |
| ---------------- | ----------------------------- |
| NAME             | Jakkrit Bunkham               |
| KURZBESCHREIBUNG | thailändischer Fußballspieler |
| GEBURTSDATUM     | 7. Dezember 1982              |
| GEBURTSORT       | Phichit                       |